# New Romantics (bài hát)
"New Romantics" là bài hát của nữ ca sĩ kiêm sáng tác nhạc người Mỹ Taylor Swift, nằm trong album phòng thu thứ 5 1989 (2014). Là bài hát bổ sung trong phiên bản đặc biệt của album độc quyền tại Target, "New Romantics" ra mắt trên iTunes ngày 3 tháng 3 năm 2015 dưới dạng đĩa đơn quảng bá thứ 5 và đạt hạng 71 trên Billboard Hot 100 nhờ lượng đĩa kỹ thuật số. Năm kế đến, "New Romantics" phát hành trên trạm phát thanh contemporary hit radio Hoa Kỳ vào ngày 23 tháng 2 năm 2016 thông qua hãng Big Machine Records và Republic Records dưới dạng đĩa đơn thứ 7 của 1989.

## Những người thực hiện
Thu âm
- Thu âm tại MXM Studios (Stockholm, Thụy Điển)
- Phối khí tại MixStar Studios (Virginia Beach, Virginia)
- Biên tập tại Sterling Sound (Nova Iorque)
- Sony/ATV Tree Publishing, Taylor Swift Music (BMI) và MXM (ASCAP) (giám sát bởi Kobalt Songs Music Publishing, Inc.)

Thực hiện
Đội ngũ tham gia sản xuất 1989 dựa trên phần bìa ghi chú.
- Taylor Swift – hát chính, sáng tác, hát nền
- Max Martin – sản xuất, sáng tác, keyboard, dương cầm, lập trình
- Shellback – sản xuất, sáng tác, hát nền, guitar, keyboards, trống, lập trình, bass
- Michael Ilbert – thu âm
- Sam Holland – thu âm
- Cory Bice – trợ lý thu âm
- Serban Ghenea – phối khí
- John Hanes – kỹ sư phối khí
- Tom Coyne – biên tập

## Xếp hạng
| Bảng xếp hạng (2015–16)               | Thứ hạng cao nhất |
| ------------------------------------- | ----------------- |
| Úc (ARIA)                             | 35                |
| Bỉ (Ultratop 50 Flanders)             | 48                |
| Canada (Canadian Hot 100)             | 58                |
| Canada CHR/Top 40 (Billboard)         | 24                |
| Canada Hot AC (Billboard)             | 31                |
| Pháp (SNEP)                           | 190               |
| Scotland (OCC)                        | 40                |
| Hoa Kỳ Billboard Hot 100              | 46                |
| Hoa Kỳ Adult Contemporary (Billboard) | 18                |
| Hoa Kỳ Adult Pop Airplay (Billboard)  | 9                 |
| Hoa Kỳ Pop Airplay (Billboard)        | 18                |

## Chứng nhận doanh số
| Quốc gia                                                                           | Chứng nhận | Số đơn vị/doanh số chứng nhận |
| ---------------------------------------------------------------------------------- | ---------- | ----------------------------- |
| Úc (ARIA)                                                                          | Vàng       | 35.000‡                       |
| * Chứng nhận dựa theo doanh số tiêu thụ. ^ Chứng nhận dựa theo doanh số nhập hàng. |            |                               |

## Lịch sử phát hành
| Quốc gia | Ngày                | Định dạng                      | Nhãn thu âm          | Ref.  |
| -------- | ------------------- | ------------------------------ | -------------------- | ----- |
| Hoa Kỳ   | 3 tháng 3 năm 2015  | Tải nhạc số – đĩa đơn quảng bá | Big Machine          | [ 3 ] |
| Hoa Kỳ   | 23 tháng 2 năm 2016 | Contemporary hit radio         | Big Machine Republic | [ 5 ] |